# قلعه کافور خاندیزج
قلعه کافور خاندیزج مربوط به اورارتو - سده‌های میانه دوران‌های تاریخی پس از اسلام است و در شهرستان خوی، بخش مرکزی، دهستان رهال، روستای خاندیزج واقع شده و این اثر در تاریخ ۷ اسفند ۱۳۸۵ با شمارهٔ ثبت ۱۷۷۲۰ به‌عنوان یکی از آثار ملی ایران به ثبت رسیده است.